# 麥可·布林加
麥可·布林加（英語：Michael Brinegar，1999年9月15日—）是一名出生於美國印第安納州的游泳運動員，曾經獲得2019年世界游泳錦標賽混合團體公開水域銅牌。母親珍妮弗·胡克也是游泳運動員。

## 外部連結
- 麥可·布林加的Instagram帳戶